# Hors Tribu
Hors Tribu est un festival de musique qui se tient chaque année au début du mois d'août, au Val-de-Travers, en Suisse. 
Organisée sur quatre jours, la manifestation propose une programmation musicale orientée vers la scène musicale alternative suisse romande, ainsi que des animations destinées aux enfants et aux familles. Le festival met également l'absinthe régionale à l'honneur dans un bar spécifiquement dédié . 
Le festival cherche depuis ses débuts à induire des comportements éco-responsables de la part de son public, en proposant par exemple de la vaisselle en dur, lavable et réutilisable. Organisé sans recourir à des sponsors, le festival s'appuie sur les dons de mécènes et l'engagement bénévole de ses membres. Les organisateurs accueillent en outre chaque année une dizaine de volontaires des quatre coins du globe, au travers du Service civil international.

## Historique
Désireuses de développer l’animation culturelle dans le Val-de-Travers, une dizaine de personnes, passionnées d’art et de musique, créent le Festival Hors Tribu en 1996.
Initialement organisé aux Sagnettes, le festival déménagera à Buttes puis à Môtiers au terrain de foot puis déménagera au champ du ZI au sud de Môtiers près de la cascade. 
En 2008, le comité d'organisation est entièrement renouvelé et a introduit des prestations inédites tels qu'une garderie ou encore une tente « dodo » pour les fêtards.
En 2016, le comité renouvelle une nouvelle fois son visage, après une vingtième édition qui aura vu près de 3 000 personnes affluer à Môtiers. 
La 25ème édition du festival s'organise en 2020 dans le contexte de la  pandémie de covid-19, et donne lieu un événement de taille réduite, réunissant 300 personnes pour un événement d'une soirée.
En 2021, le festival accueille 500 personnes chacun des deux soirs de la manifestation, le comité d'organisation ayant fait le choix de limiter le nombre d'entrées afin de ne pas imposer de certificat covid au public .
En 2025, le comité travaille à la réalisation du 30ème Festival qui se déroulera du 7 au 10 août 2025. De plus, lors de cette 30ème édition, un nouveau comité va prendre la relève après 10 ans de bons et loyaux services du comité actuel. La survie du festival est assurée.

## Programmation

### 1996  - 1ère édition - site des Sagnettes (Couvet - NE)

#### Vendredi 2 août 1996
Jamaica Springs

#### Samedi 3 août 1996
Dom di Dom, THC, Sky my Wife, Horace, Feel Hip Ô, Passagers clandestins, Pedretti, Born to Blues

#### Dimanche 4 août 1996
Zizanie, Angelo, What a fair foot, Wibs crew, Pickles, Ben Kabi, Stroboticalspacecheesebrugers
Animations: Cirque Chnopf, sculptures peintures

### 1997 - 2ème édition - site des Sagnettes (Couvet - NE)

#### Samedi 2 août 1997
Los Dos , Madou le Griot, Ballagan Orchestra, Biscômes, Butterfly, Alice Wonders, Virtual friend, Kumari Tribu et Joe Benett

#### Dimanche 3 août 1997
Gehenna, Jeudi 26, Transit intestinal, Fool Mind, François Kieser, N'Bolo, Dossier Ouvert
Animations: Cirque Chnopf,

### 1998 - 3ème édition - site des Sagnettes (Couvet - NE)

#### Vendredi 7 août
SKa My Wife, Pierre-Antoine et les invités, Moonraisers

#### Samedi 8 août
Vincenzo, Cathy Joly, Anik et Nabila et Madou, Cirque Carapace, Stanco, La Globale, Sara Wheeler, Passe pas la porte, Shirley A Hofmann, Jean 20 Huguenin, La CHOSE

#### Dimanche 9 août
EL Nino del Nilo, Blue Dolphin, Minimal X, Sarten, Jacky Lagger, A Madman's Diary, Scetavajasse,Cirque Carapace

### 1999 - 4ème édition - site des Sagnettes (Couvet - NE)

#### 29 juillet
Butterfly, Ended product, Furry Bros 

#### 30 juillet
Double M et Courty, Fool Mind, Soul Vaccination , Guy Sansonnens, Les Délavés, Submix, Moonraisers, Completly Wark

#### 31 juillet
Liliane Martin, Los Mozz, Monsieur Chanson, L'atelier imagianire danse, Yak Adja, Kinkiliba, Cirque carapace, Solprendete, Cybercool 

#### 1 août
René J. Peter, Les Soeur Parades , Nabila, Julien Pinol, Marcel Band trash Guinguette, le Soldat Inconnu 
Animation: les Legroup, Wabak films, cirque carapace

### 2003- 8ème édition - site de Motiers

#### 7 août
Collectif Rue du Nord, l'orchestre anonyme, 

#### 8 août
Oliver Stark, Hell's Kitchen, Fubskider, Elkee, MXD

#### 9 août
Indio Universo, Les Sélénites, Momma Would like it, Maria De La Paz, Andando, Masaladosa, Zions' Power

#### 10 août
Les amis des vieux prés, Francine Courreau, Trio Ayur, Oriam, Panonia, Vilaine Fermière, Tap Ad'hoc, CLaude Mordasini, film The Commitments

### 2004 - 9ème édition - site de Môtiers

#### 5 août 2004
Les Biscômes, Les Berthes , 

#### 6 août 2004
Lole, Giant Robots, Izul, Tasteless, Bubble beatz , 

#### 7 août 2004
Encuentro, Polux, Cirque Chnopf, Poum Tchak Trio, Gordini's Lè Vangle, Professeur Wouassa, 

#### 8 août 2004
Rude Egard, Musique Classique, Symphologic, Laurent Guenat, Elena chante Piaf, Celtok, L'Autre, Film Accords et désaccords
Animation: François Rossel

### 2025 - 30ème édition - site de Môtiers

#### 7 août
Chaminda Sound System, White Dune, Capsule A, Pug Impact, Sofaz, Tendinites, Ahmedou Ahmed Lowla, Nonante, CUT 3000.

#### 8 août
MJ Free Rumba, LeZartiCirque, La Gustav, Lea Martinez, Fire Cult, Hyperculte, Coilguns, Smoky, Shelter Twins, Janeen.

#### 9 août
Nica de la Nova, LeZartiCirque, Switzerland, Hippy-Camp, Rude Egard, Qapha, Super Local Hip Hop, La Flammily, Clebs, Trash Mantra, Chaminda Sound System, Bukkha.

#### 10 août
Barbapapi, Zebrano, Aaronik, Les Babtous Internatinal & Gongi, Compagnie Les Malles, Impro-Copains, LeZartiCirque, S.C.A.T, Cosmic Shuffling, WOODI, Maracuya Orquestra, The Watchmaking Metropolis Orchestra.